# Amares
Amares ist eine Kleinstadt (Vila) und ein Kreis (Concelho) in Portugal mit 1551 Einwohnern (Stand 30. Juni 2011).

## Geschichte
Der Ort wurde zur Zeit der römischen Besatzung gegründet und geht vermutlich auf eine Wallburg (Portugiesisch: Castro) der Lusitanier zurück. Die erste offizielle Erwähnung stammt aus einem Dokument des Jahres 960.
Amares bekam das Stadtrecht (Foral) im Jahre 1514 von König Manuel I.

## Kultur und Sehenswürdigkeiten
Die meisten Sehenswürdigkeiten des Kreises liegen in den Gemeinden außerhalb der Kreisstadt, darunter das Kloster Bouro in Santa Maria do Bouro, oder das Thermalbad in Caldelas. In der Wallfahrtskirche Santuário de Nossa Senhora da Abadia, ebenfalls in Santa Maria do Bouro, ist auch ein Museum untergebracht, in dem vor allem sakrale Kunst gezeigt wird.
In Amares selbst stehen einige Sakralbauten und ehemalige öffentliche Gebäude unter Denkmalschutz, und auch der historische Ortskern des Ortes als Ganzes ist geschützt.

## Verwaltung

### Kreis
Amares ist Sitz eines gleichnamigen Kreises. Die Nachbarkreise sind (im Uhrzeigersinn im Norden beginnend): Terras de Bouro, Vieira do Minho, Póvoa de Lanhoso, Braga sowie Vila Verde.
Mit der Gebietsreform im September 2013 wurden mehrere Gemeinden zu neuen Gemeinden zusammengefasst, sodass sich die Zahl der Gemeinden von zuvor 24 auf 16 verringerte.
Die folgenden Gemeinden (Freguesias) liegen im Kreis Amares:

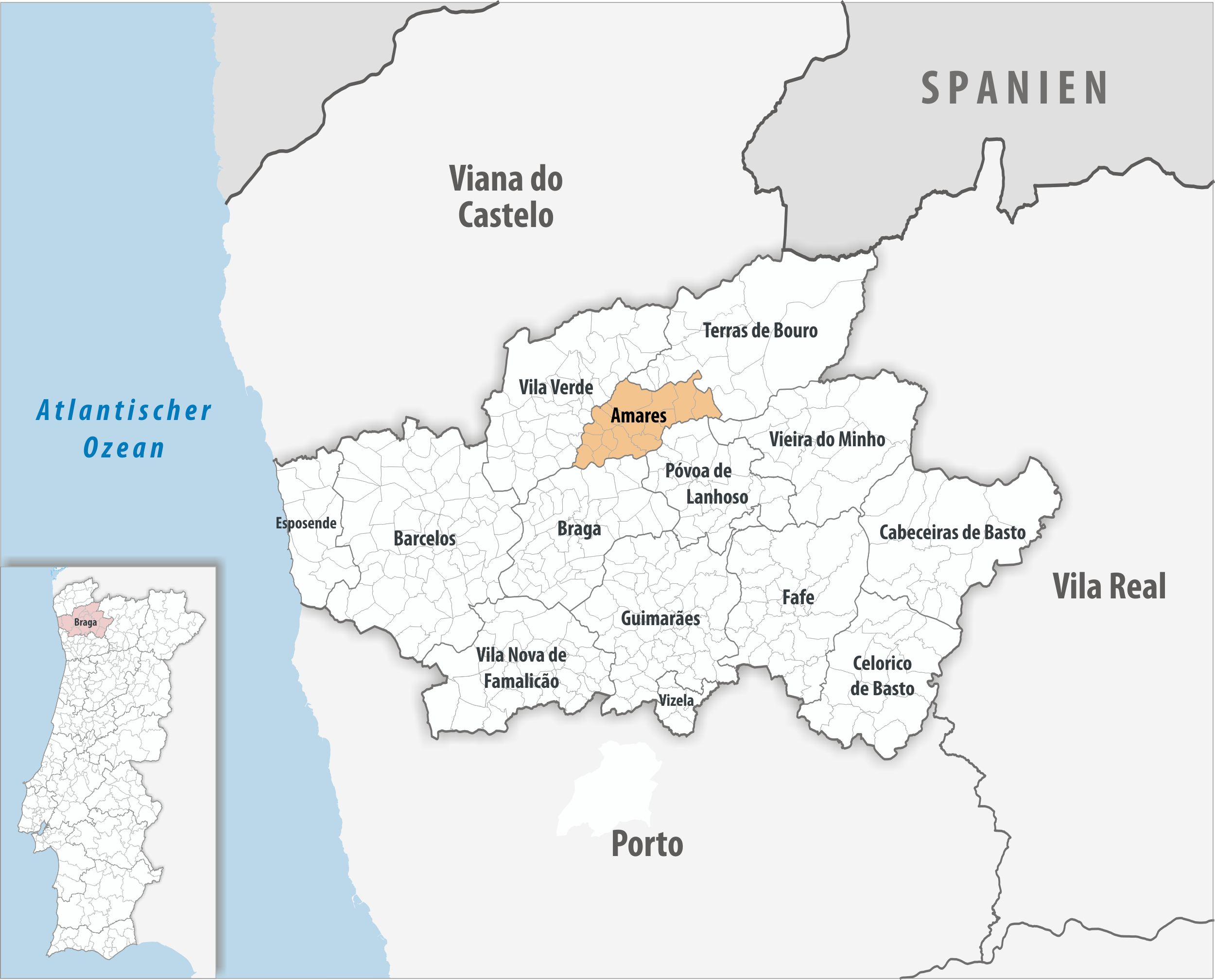
Kreis Amares

| Gemeinde                        | Einwohner (2021) | Fläche km² | Dichte Einw./km² | LAU- Code |
| ------------------------------- | ---------------- | ---------- | ---------------- | --------- |
| Amares e Figueiredo             | 2.767            | 4,56       | 607              | 030125    |
| Barreiros                       | 739              | 2,99       | 247              | 030102    |
| Bico                            | 816              | 2,29       | 356              | 030104    |
| Caires                          | 878              | 4,72       | 186              | 030105    |
| Caldelas, Sequeiros e Paranhos  | 1.125            | 11,37      | 99               | 030126    |
| Ferreiros, Prozelo e Besteiros  | 4.728            | 7,34       | 644              | 030127    |
| Carrazedo                       | 723              | 2,71       | 267              | 030107    |
| Dornelas                        | 510              | 3,39       | 151              | 030108    |
| Fiscal                          | 712              | 3,90       | 183              | 030111    |
| Goães                           | 490              | 3,03       | 162              | 030112    |
| Lago                            | 1.824            | 3,99       | 457              | 030113    |
| Rendufe                         | 1.080            | 3,06       | 353              | 030118    |
| Santa Maria do Bouro            | 659              | 6,92       | 95               | 030119    |
| Santa Marta do Bouro            | 427              | 9,50       | 45               | 030120    |
| Torre e Portela                 | 563              | 3,59       | 157              | 030128    |
| Vilela, Seramil e Paredes Secas | 554              | 8,60       | 64               | 030129    |
| Kreis Amares                    | 18.595           | 81,96      | 227              | 0301      |

### Bevölkerungsentwicklung
| Einwohnerzahl im Kreis Amares (1801–2011) | Einwohnerzahl im Kreis Amares (1801–2011) | Einwohnerzahl im Kreis Amares (1801–2011) | Einwohnerzahl im Kreis Amares (1801–2011) | Einwohnerzahl im Kreis Amares (1801–2011) | Einwohnerzahl im Kreis Amares (1801–2011) | Einwohnerzahl im Kreis Amares (1801–2011) | Einwohnerzahl im Kreis Amares (1801–2011) | Einwohnerzahl im Kreis Amares (1801–2011) | Einwohnerzahl im Kreis Amares (1801–2011) |
| ----------------------------------------- | ----------------------------------------- | ----------------------------------------- | ----------------------------------------- | ----------------------------------------- | ----------------------------------------- | ----------------------------------------- | ----------------------------------------- | ----------------------------------------- | ----------------------------------------- |
| 1801                                      | 1849                                      | 1900                                      | 1930                                      | 1960                                      | 1981                                      | 1991                                      | 2001                                      | 2011                                      |                                           |
| 5.411                                     | 8.030                                     | 12.746                                    | 13.878                                    | 16.845                                    | 16.478                                    | 16.715                                    | 18.521                                    | 18.889                                    |                                           |

### Städtepartnerschaften
- Frankreich: Saint-Paul-lès-Dax, Arrondissement Dax (seit 1993)[7]

## Söhne und Töchter
- Gualdim Pais (1118–1195), Kreuzritter, Gründer der Stadt Tomar
- António Variações (1944–1984), Popmusiker
- Vergílio Alberto Vieira (* 1950), Lyriker, Schriftsteller und Literaturkritiker
- Manuel Araújo (* 1952), Journalist
- Marco André Azevedo Gonçalves (* 1978), Fußballspieler

Im Jahr 1558 ist der Dichter Francisco de Sá de Miranda hier gestorben.